# Vacrothele jiangkouensis
Espèce
Vacrothele jiangkouensis est une espèce d'araignées mygalomorphes de la famille des Macrothelidae.

## Distribution
Cette espèce est endémique du Guizhou en Chine,. Elle se rencontre dans le xian de Jiangkou.

## Description
Le mâle holotype mesure 12,23 mm et la femelle paratype 15,08 mm.

## Systématique et taxinomie
Cette espèce a été décrite par Zheng, Zhao et Yang en 2025.

## Étymologie
Son nom d'espèce, composé de jiangkou et du suffixe latin -ensis, « qui vit dans, qui habite », lui a été donné en référence au lieu de sa découverte, le xian de Jiangkou.

## Publication originale
- (en) Zheng, Zhao et Yang, « Description of three new species of genus Vacrothele (Araneae, Mygalomorphae, Macrothelidae) from China with notes on two taxonomic amendments », European Journal of Taxonomy, vol. 976,‎ 2025, p. 92-107 (lire en ligne).